# Список эпизодов телесериала «Выбирайте выражения»
Это список эпизодов британской комедии «Выбирайте выражения».

## Обзор
| Сезоны | Сезоны | Эпизоды | Первая серия    | Последняя серия |
| ------ | ------ | ------- | --------------- | --------------- |
|        | 1      | 13      | 30 Декабря 1977 | 24 Марта 1978   |
|        | 2      | 8       | 7 Октября 1978  | 25 Ноября 1978  |
|        | 3      | 8       | 27 Октября 1979 | 15 Декабря 1979 |
|        | 4      | 13      | 4 Января 1986   | 21 Апреля 1986  |

### Сезон 1
| Эпизод | Название                    | Дата выпуска    |
| --- | --------------------------- | --------------- |
| 01 | «Первый урок»               | 30 декабря 1977 |
| Выпускник Оксфордского университета Джереми Браун начинает свою новую работу в качестве преподавателя английского языка на многопрофильных вечерних курсах (на заставке проплывает англ. название «College of Further Education») и впервые встречается с слушателями из своей группы. Это группа из десяти иностранных взрослых студентов, приехавших в Лондон для работы. Они родом из девяти различных стран. Из континентальной Европы приезжают две помощницы по хозяйству: кокетливая и красивая Даниэль Фавр (Франция) и чопорная Анна Шмидт (Германия), двое молодых холостяков — Джованни Купелла, повар из Италии, и Макс Папандреу, грек — работник портовой конторы по танкерным перевозкам, а также общительный пожилой бармен Хуан Сервантес (Испания), который почти не понимает английского. Из Азии приезжают революционно настроенная секретарь китайского посольства Чун Су-Ли, японский бизнесмен Таро Нагадзуми, а также три слушателя из Южной Азии: сладко улыбающийся, но ревностный пенджабский сикх Ранджит Сингх (работник лондонского метро), его религиозный оппонент-мусульманин — безработный из Пакистана Али Надим, бывший работник ресторана национальной кухни (двое последних постоянно ссорятся), и, наконец, домохозяйка Джамила Ранджа, говорящая на урду и в течение долгого времени абсолютно не понимающая английскую речь. Директор курсов мисс Долорес Кортни сначала не хочет принимать Брауна. Она просила управление образования прислать преподавателя-женщину после того, как преподаватель-мужчина сошёл с ума от работы со столь пёстрой разноуровневой группой. Однако Браун получает право остаться на месячный испытательный срок, который, как выяснится в итоге, закончится в день его рождения. |                             |                 |
| 02 | «Инспекционная проверка»    | 6 января 1978   |
| На курсы приходит инспектор местного управления образования, чтобы пронаблюдать за занятиями, а мистер Браун принимает его за нового иностранного студента. |                             |                 |
| 03 | «Судьба хуже смерти»        | 13 января 1978  |
| Ранджит просит мистера Брауна помочь ему избежать брака поневоле. |                             |                 |
| 04 | «Всю ночь»                  | 20 января 1978  |
| Обеспокоенный тем, что английский студентов не улучшается, мистер Браун оставляет их после занятий — настолько поздно, что они оказываются запертыми завхозом. |                             |                 |
| 05 | «Лучшие вещи в жизни»       | 27 января 1978  |
| Джамилу арестовывают за кражу в связи с её недопониманием термина «бесплатно» на обложке невольно украденного ею журнала. Мистер Браун и его студенты работают вместе, чтобы вызволить Джамилу из участка. |                             |                 |
| 06 | «Вернись, я всё прощу»      | 3 февраля 1978  |
| Мисс Кортни заявляет, что мистер Браун не справляется со своими обязанностями, и угрожает его уволить. |                             |                 |
| 07 | «Нечестная игра»            | 10 февраля 1978 |
| Студенты сдают пробный экзамен, а карьера мистера Брауна находится на грани. Студенты идут на обман, чтобы повлиять на результат. |                             |                 |
| 08 | «Лучше отлюбить и потерять» | 17 февраля 1978 |
| Али и Су Ли объявляют, что женятся, но мистер Браун узнает, что Али уже женат и планирует взять Су Ли как вторую жену. |                             |                 |
| 09 | «Убьёт или вылечит»         | 24 февраля 1978 |
| Когда мистер Браун заболел, студенты пошли навестить его. |                             |                 |
| 10 | «Эй, моряк!»                | 3 марта 1978    |
| Хуан приводит знакомого, русского матроса Бориса, в класс мистера Брауна. Борис объясняет, что он хочет остаться в Англии, чтобы быть со своей подругой-англичанкой. |                             |                 |
| 11 | «Дело чести»                | 10 марта 1978   |
| Даниэль преследует мистер Джарвис, преподавательницу деревообработки. Она говорит Джарвису, что она помолвлена с мистером Брауном, поэтому Джарвис вызывает Брауна на бой. |                             |                 |
| 12 | «Как твой отец?»            | 17 марта 1978   |
| Мистер Браун, которого в детстве бросили родители, приходит к предположению, что Сидни может быть его отцом. |                             |                 |
| 13 | «Финальный экзамен»         | 24 марта 1978   |
| Студенты сдают экзамен на Кембриджский сертификат низкого уровня, а мистер Браун сталкивается с экзаменатором. |                             |                 |

### Сезон 2
| Эпизод | Название                              | Дата выпуска    |
| --- | ------------------------------------- | --------------- |
| 14 | «Если я не ошибаюсь, то все на месте» | 7 октября 1978  |
| В новом учебном году мистер Браун принимает двух новых студентов, Ингрид и Золтана. Тем не менее, десять знакомых лиц, которые завалили экзамены, возвращаются. |                                       |                 |
| 15 | «Королева на день»                    | 14 октября 1978 |
| Из-за новости о предстоящем визите королевы в школу мисс Кортни перевозбуждается.                                                                               |                                       |                 |
| 16 | «Краткие повторные сталкивания»       | 21 октября 1978 |
| Мисс Кортни вновь встречается с бывшим бойфрендом, чьи намерения весьма сомнительны.                                                                            |                                       |                 |
| 17 | «Долгих вам лет»                      | 28 октября 1978 |
| Ранджит копит деньги, чтобы навестить мать в её день рождения, но мистер Браун их теряет, и группа работает, чтобы вернуть их.                                  |                                       |                 |
| 18 | «Не забывайте водителя»               | 4 ноября 1978   |
| Мистер Браун и его студенты застряли в сельской местности, когда их автобус ломается.                                                                           |                                       |                 |
| 19 | «Ночь трудного дня»                   | 11 ноября 1978  |
| Мистер Браун соглашается провести ночь у Джованни и Макса, пока в его квартире идёт ремонт.                                                                     |                                       |                 |
| 20 | «Возьмите ваших партнеров»            | 18 ноября 1978  |
| Мисс Кортни заставляет мистера Брауна принять участие в благотворительном балу, и он должен решить, кто будет его там сопровождать.                             |                                       |                 |
| 21 | «После трех»                          | 25 ноября 1978  |
| Класс должен быть готов к шоу талантов школы. В конце концов, класс поет тему из титров сериала Выбирайте выражения.                                            |                                       |                 |

### Сезон 3
| Эпизод | Название                 | Дата выпуска    |
| --- | ------------------------ | --------------- |
| 22 | «Я принадлежу к Глазго»  | 27 октября 1979 |
| Новый студент из Глазго пришёл в класс и создаёт множество проблем ученикам. |                          |                 |
| 23 | «Кто любит тебя, детка?» | 3 ноября 1979   |
| Даниэль, домработница, приносит ребенка своего босса в класс. |                          |                 |
| 24 | «Нет цветов по запросу»  | 10 ноября 1979  |
| Мистер Браун сломал ногу и госпитализирован. Когда Хуан обзванивает больницы, непонимание приводит Хуана к мыслям, что мистер Браун умер. |                          |                 |
| 25 | «То самое»               | 17 ноября 1979  |
| Мистеру Брауну предложили новую высокооплачиваемую работу в другой школе, и он сразу уходит, только чтобы узнать, что предложение было отозвано. |                          |                 |
| 26 | «Виновен или нет?»       | 24 ноября 1979  |
| Все студенты были привлечены к суду за причинение вреда в общественных местах. Мисс Кортни контролирует процессы, а мистер Браун выступает в качестве их адвоката. |                          |                 |
| 27 | «Жалейте на досуге»      | 1 декабря 1979  |
| Виза домработницы Анны истекает, в связи с чем другие решили, что она должна выйти замуж за мистера Брауна, чтобы стать гражданкой Великобритании. |                          |                 |
| 28 | «Школьный праздник»      | 8 декабря 1979  |
| Школа проводит праздник, и Макс несёт ответственность за наем Артура Мюлларда, известного актёра, чтобы открыть событие. |                          |                 |
| 29 | «Что за паутина»         | 15 декабря 1979 |
| Али подозревает свою жену Рехану в неверности. Мистер Браун следует за ней и обнаруживает, что она идёт к дому Ранджита. На самом деле оказывается, что с помощью Ранджита Рехана тайно планирует устроить сюрприз-вечеринку для мужа. На следующий день Рехана появляется в школе, где мистер Браун, используя кодированные фразы, советует ей не изменять, но она неправильно понимает его, думая, что это Али ей изменяет. Эта неразбериха вскоре приводит к настоящему хаосу. |                          |                 |

### Сезон 4
| Эпизод | Название                   | Дата выпуска    |
| --- | -------------------------- | --------------- |
| 30 | «Не отчаивайся»            | 4 января 1986   |
| Мистер Браун ошибочно полагает, что мисс Кортни умирает. |                            |                 |
| 31 | «Слишком много мошенников» | 11 января 1986  |
| Ранджит оставлен отвечать за магазин своего кузена, когда его грабят двое преступников. Чтобы избежать поимки, они прячутся в школе. |                            |                 |
| 32 | «Легко пришло, легко ушло» | 18 января 1986  |
| Студенты играют на футбольном тотализаторе. |                            |                 |
| 33 | «Пятьдесят лет спустя»     | 25 января 1986  |
| В день своего рождения мисс Кортни находит норковую шубу, которую Ингрид купила для дамы, за которой она ухаживает, и принимает шубу за подарок. Мистер Браун должен вернуть шубу, прежде чем Ингрид потеряет работу, и отдать мисс Кортни её настоящий подарок — механические часы с гравировкой. Однако, когда мисс Кортни начинает получать угрожающие письма от неизвестного отправителя и слышит тиканье из коробки на своём столе, она предполагает худшее. |                            |                 |
| 34 | «Время и прилив»           | 1 февраля 1986  |
| Мистер Браун оказывается в сложной ситуации, когда он ведёт студентов на прогулку по Темзе, чтобы улучшить их знания об английской истории. |                            |                 |
| 35 | «Упыри и духи»             | 8 февраля 1986  |
| Мистер Браун насмехается над предложением о том, что школа наводнена призраками. |                            |                 |
| 36 | «Мама миа!»                | 15 февраля 1986 |
| Мама Джованни посещает его в школе. |                            |                 |
| 37 | «Опрометчивое решение»     | 22 февраля 1986 |
| Мистер Браун и все студенты подхватывают сыпь и жар, и вскоре их помещают в карантинное отделение. |                            |                 |
| 38 | «Свадебная лихорадка»      | 1 марта 1986    |
| Хуан и Мария влюбились и договорились о свадьбе по специальной лицензии в ближайшей католической церкви, однако Хуан случайно запирает себя в школе накануне свадьбы. |                            |                 |
| 39 | «Никого нет»               | 8 марта 1986    |
| Студенты формируют собственный союз, но не все этим довольны. |                            |                 |
| 40 | «Первая леди»              | 22 марта 1986   |
| Мистер Браун страдает от гриппа и видит странный сон, связанный с разрушением школы. Когда он возвращается в школу, он обнаруживает, что его сон стал кошмаром наяву. |                            |                 |
| 41 | «Любимчик учителя»         | 17 апреля 1986  |
| Мистер Браун приводит соседского пса в класс. |                            |                 |
| 42 | «Конец семестра»           | 24 апреля 1986  |
| Школа закрыта. Мисс Кортни занята подготовкой к европейскому туру, в то время как мистер Браун и студенты приходят узнать, как они справились с экзаменами. |                            |                 |